# Skałka (Ochotnica Górna)
Skałka – przysiółek wsi Ochotnica Górna w Polsce, w województwie małopolskim, w powiecie nowotarskim, w gminie Ochotnica Dolna.
W latach 1975–1998 miejscowość administracyjnie należała do województwa nowosądeckiego.